# Ротинг Крайст
„Ротинг Крайст“ (на английски: Rotting Christ) е метъл група, основана през 1987 година в Атина, Гърция.
Тя е сред първите метъл групи в Гърция и на Балканите. Нейният стил, често определян като мелодичен блек метъл, се променя с времето: първото им демо от 5 песни е смесица от грайндкор и блек метъл, а в средата на 1990-те години се ориентира към готика. Самите членове на групата предпочитат да определят музиката си като „дарк метъл“.

## История
Групата е основана от братята Сакис Толис (вокали, китара) и Темис Толис (барабани). От 1997 постоянен член на Ротинг Крайст е басистът Андреас Лайос, заместил Джим Пацурис. През 2005 година втори китарист на групата става Йоргос Бокос на мястото на Костас Василакопулос. Трима кийбордисти са свирили в Rotting Christ през годините: Джордж Толиас, Джордж Захаропулос и сесийният музикант Панайотис.
Едно от първите участия, с които групата получава по-широка известност е турнето „Fuck Christ Tour“ от 1993 г. заедно с Immortal и Blasphemy. Ойстейн Аарсет (Евронимус) от легендарната блек метъл група Mayhem проявява интерес да разпространява музиката на групата чрез собствения си лейбъл „Deathlike Silence“, но е убит през същата година. През 1996 година Rotting Christ подписват със Century Media и работят с тях до 2006 г., когато преминават към Season of Mist. В списъка на продуцентите на Rotting Christ влизат някои от култовите фигури на метъл сцената като Петер Тегтгрен, Дан Сваньо, Валдемар Сорихта и Анди Класен.
Групата изнася самостоятелни концерти и участва на много метъл фестивали извън Гърция, включително на изданието на Wacken Open Air през 2003 година. Rotting Christ са делили една сцена с групи като My Dying Bride, Tristania, Tiamat, Vintersorg, Finntroll, Old Man's Child, Malevolent Creation, Anorexia Nervosa, Vader, Krisiun, Deicide, Behemoth и много други. Групата свири шест пъти в България – в Бургас през 1998 г. и 1999 г. и в София през 2005, 2007, 2011 и 2014 г.

## Дискография
- 1993 – Thy Mighty Contract
- 1994 – Non Serviam
- 1996 – Triarchy of the Lost Lovers
- 1997 – A Dead Poem
- 1999 – Sleep of the Angels
- 2000 – Khronos
- 2002 – Genesis
- 2004 – Sanctus Diavolos
- 2007 – Theogonia
- 2010 – Aealo
- 2013 – Kata Ton Daimona Eaytoy
- 2016 – Rituals
- 2019 – The Heretics